# Khwaja Ahmad Yasavi
Khwaja Ahmad Yasavi (in uzbeco Xoja Ahmad Yassivi, ovvero Khoja Ahmad Yasawi, Ahmet Yasevi,  Ahmed Yesevi o Ata Yesevi; Sayram, 1106 – Yasi, 1166) è stato un poeta e mistico turco.
È noto anche con l'epiteto Sacro Sultano (in kazako Әзірет Сұлтан?, Áziret Sultan; in russo Хазрет Султан?, Chazret Sultan).

## Biografia
Nato a Sayram e morto a Yasi, città entrambe attualmente in Kazakistan, fu un poeta e mistico musulmano, uno dei primi a esercitare una grande influenza nel mondo turcofono. Yasavi è il primo poeta a comporre le sue opere in un dialetto turco. Ahmed Yesevi fondò la confraternita mistica chiamata dal suo nome Yasaviyya (Yeseviye), che subito si diffuse in tutto il mondo turcofono..

I suoi poemi crearono un nuovo genere poetico letterario d'impianto popolare nell'Asia Centrale turcofona e influenzò numerosi poeti religiosi nei paesi confinanti.
Si conosce assai poco della sua vita, ma le leggende affermano che suo padre Ibrahim morì quando Ahmed era bimbo e la sua famiglia si trasferì quindi a Yasa. Qui divenne discepolo di Arslan Baba. Dopo la morte di questi, Ahmed Yesevi si spostò a Bukhara e proseguì i suoi studi col famoso Yusuf Hamdani (m. 1140).
In seguito contribuì fortemente a rendere la città di Yasi il maggior centro di studi delle steppe kazake e infine si ritirò a vita contemplativa all'età di 63 anni. Scavò da se stesso una cella sotterranea in cui passò il resto della propria vita.
Un mausoleo fu più tardi edificato sul sito della sua sepoltura da Tamerlano nella città (attualmente chiamata Turkistan). La tariqa Yasaviyya che egli fondò continuò per numerosi secoli a esercitare una grande influenza culturale e spirituale, con i Gran Maestri (shaykh) che fruirono di posti di rilievo nella corte di Bukhara fino a tutto il XIX secolo.
La prima università turco-kazaka, la Ahmet Yesevi University, e il liceo Hoca Ahmed Yesevi Lisesi, furono così chiamate in suo onore. Inoltre è a lui dedicata la moschea Áziret Sultan di Astana, capitale del Kazakistan.
I seguaci della Yasawiyya sono presenti e grandemente rispettati anche nella parte indiana del Kashmir, provenienti dalla Turchia al seguito di Yousif Hamadani.